# Чолутека (департамент)
Чолутека (на испански: Choluteca) е един от 18-те департамента на централноамериканската държава Хондурас. Чолутека е най-южният департамент на Хондурас. Граничи на юг и изток с Никарагуа. Столицата му е едноименния град Чолутека. През департаментът минава и река със същото име. Населението е около 420 350 жители (2005 г.), а общата площ 4211 км². Департаментът е основан през 1825 г.

## Общини
В департаментът има 16 общини, някои от тях са:
1. Консепсион де Мария
2. Ел Корпус
3. Ел Триунфо
4. Марковия
5. Песпире
6. Сан Исидро
7. Сан Маркос де Колон
8. Сан Хосе
9. Чолутека

## Икономика
Департаментът, исторически, е известен производител на злато, сребро и мед. Департаментът има и Домашно говедо. 